# Даскалова къща (Вевчани)
Вижте пояснителната страница за други значения на Даскалова къща.
Даскаловата къща (на македонска литературна норма: Куќа на Даскаловци) е късновъзрожденска къща в село Вевчани, Република Македония. Сградата е обявена за значимо културно наследство на Република Македония.

## История
Къщата е построена в 1910 година. Принадлежи на двама братя от старото семейство Даскаловци, занимаващи се с терзилък – изработка на народни носии. Татко им и останалите братя били известни строители.

## Архитектура
Сградата е малка. Приземието е каменно с дървени кушаци за изравняване в суха зидария. Над прозорците с дървени капаци има сводеста декорация от тухли. На приземието са били разположени работилница за носии и дюкян за продажбата им. Етажът е иззидан от цяла тухла и има дървени прозорци също със сводеста декорация от цяла тухла. На него са били разположени жилищните произведения. Междуетажната и покривната конструкция са с дървени кестенови греди. Покривът е на много води с керемиди върху дъсчено платно. От кестен са и стълбите, свързващи приземието и етажа, както и всички вътрешни врати. На етажа има централно разположен, затворен чардак, еркерно издаден на дървени греди със специфичната за селото декорация, наречена „вевчански кучиня“. С такава декорация са и дървените покривни конструктивни греди, които с дървени дъски формират стрехата.